# Niccolò Gitto
Niccolò Gitto (Roma, 12 ottobre 1986) è un allenatore di pallanuoto ed ex pallanuotista italiano di ruolo difensore, tecnico delle giovanili del Brescia. È fratello maggiore di Matteo, anch'egli pallanuotista professionista.

## Palmarès

### Club
- Campionato italiano: 9

Pro Recco: 2010-11, 2011-12, 2012-13, 2013-14, 2014-15, 2015-16, 2017-18, 2018-19
AN Brescia: 2020-2021
- Coppe Italia: 8

Pro Recco: 2010-11, 2012-13, 2013-14, 2014-15, 2015-16, 2017-18, 2018-19
AN Brescia: 2023-24
- Eurolega: 2

Pro Recco: 2011-12, 2014-15
- Lega Adriatica: 1

Pro Recco: 2011-12
- Supercoppa LEN: 3

Pro Recco: 2010, 2012, 2015

### Nazionale
- Olimpiadi

Londra 2012: 
Rio 2016: 
- Mondiali

Shanghai 2011: 
- World League

Firenze 2011 
Almaty 2012 
Ruza 2017 
- Europei

Zagabria 2010: